# Brahim Id Abdellah
Brahim Id Abdellah (arab. ‏إبراهيم عيد عبد الله‎; ur. 11 marca 1967) – marokański narciarz alpejski, uczestnik igrzysk olimpijskich w Albertville.

## Osiągnięcia

### Igrzyska olimpijskie
| Miejsce | Dzień     | Rok  | Miejscowość | Konkurencja | Czas biegu | Strata | Zwycięzca           |
| ------- | --------- | ---- | ----------- | ----------- | ---------- | ------ | ------------------- |
| 92.     | 16 lutego | 1992 | Albertville | Supergigant | 1:13,04    | +36,61 | Kjetil André Aamodt |